# (3183) Franzkaiser
(3183) Franzkaiser es un asteroide que forma parte del cinturón de asteroides y fue descubierto por Karl Wilhelm Reinmuth el 2 de agosto de 1949 desde el Observatorio de Heidelberg-Königstuhl, Alemania.

## Designación y nombre
Franzkaiser se designó al principio como 1949 PP.
Posteriormente, en 1993, a propuesta de Gerhard Klare, fue nombrado en honor del astrónomo alemán Franz Kaiser (1891-1962).

## Características orbitales
Franzkaiser orbita a una distancia media del Sol de 3,192 ua, pudiendo acercarse hasta 2,76 ua y alejarse hasta 3,624 ua. Su inclinación orbital es 2,188 grados y la excentricidad 0,1354. Emplea 2083 días en completar una órbita alrededor del Sol.

## Características físicas
La magnitud absoluta de Franzkaiser es 12,6.